# Holochilus chacarius
Holochilus chacarius és una espècie de mamífer rosegador de la família dels cricètids. Viu al Paraguai i el nord-est de l'Argentina. Es tracta d'un animal semiaquàtic. Els seus hàbitats naturals inclouen el chaco. És una espècie en risc mínim, és a dir, no sembla que hi hagi cap amenaça significativa per a la seva supervivència. El seu nom específic, chacarius, significa ‘del Chaco’ en llatí.